# Claude Grégory
Pour les articles homonymes, voir Zalta.
Claude Zalta, dit Claude Grégory, est un critique littéraire et éditeur français, né le 8 janvier 1921 à Joinville-le-Pont et mort le 24 avril 2010 à Banon dans les Alpes-de-Haute-Provence.

## Biographie

### Jeunesse
Fils d'un médecin franco-libanais Claude Zalta nait dans une ambiance progressiste et aisée.
La Seconde Guerre mondiale éclate alors qu'il mène de front des études en pharmacie, en mathématiques, en philosophie et en lettres. Pour échapper au STO, il s'engage dans la résistance et prend le nom de Grégory. Arrêté par Vichy, condamné à mort, il s'évade et continue la lutte jusqu'à la Libération. Il se cache grâce à l'aide de l'acteur Francis Blanche, qui était son camarade de lycée. Les deux hommes deviendront beaux-frères après-guerre, en épousant deux sœurs.

### Presse
Après la guerre, Grégory entre au journal Ce soir, fondé par le Parti communiste en 1937. Il exerce la fonction de critique littéraire jusqu'à sa rupture avec le Parti en 1949.

### Édition
Claude Grégory rejoint le Club français du livre (CFL) en 1952. Il succède à Robert Carlier au poste de directeur éditorial, puis est nommé directeur général. Il s'attache à développer les éditions « Intégrales ».
À partir de 1964, il travaille sur un projet d'encyclopédie qui deviendra l'Encyclopædia Universalis. Le projet voit le jour au CFL, grâce au soutien financier de l'Encyclopædia Britannica. Les articles du Corpus sont rédigés par des spécialistes reconnus, tels Étiemble, Georges Duby ou Luc Montagnier. Grégory conçoit un Thésaurus et un Organum. Le premier volume de l'Encyclopædia Universalis paraît en 1968.
Après avoir dirigé durant 10 ans une équipe de 4 000 auteurs et avoir écrit les deux articles « Pensée chinoise » et « Zen » (qui figurent toujours dans l'édition actuelle de l'encyclopédie), Grégory se retire dans les Alpes-de-Haute-Provence en 1976.

### Autres activités
Claude Grégory est également traducteur et adaptateur.
Beau-frère de l'acteur Francis Blanche,, il collabore au feuilleton radiophonique Signé Furax[réf. souhaitée].